# 313 (číslo)
Tři sta třináct je přirozené číslo, které následuje po čísle tři sta dvanáct a předchází číslu tři sta čtrnáct. Římskými číslicemi se zapisuje CCCXIII a řeckými číslicemi τιγ.

## Matematika
313 je:
- Prvočíslo, tvoří prvočíselnou dvojici s číslem 311
- Šťastné číslo
- Nepříznivé číslo

## Astronomie
- (313) Chaldaea je planetka hlavního pásu, kterou objevil v roce 1891 Johann Palisa

## Doprava
- Silnice II/313 je česká silnice II. třídy vedoucí na trase Dolní Dobrouč – Ostrov[1]

## Vojenství
- 313. československá stíhací peruť RAF

## Roky
- 313
- 313 př. n. l.